# Skierdy (wieś)
Skierdy – wieś sołecka w Polsce, położona w województwie mazowieckim, w powiecie legionowskim, w gminie Jabłonna.
Wierni Kościoła rzymskokatolickiego należą do parafii św. Andrzeja Boboli w Rajszewie.

## Historia
Miejscowość założyli osadnicy olęderscy-mennonici pod koniec XVIII w. Kolonia wchodziła w skład dóbr Góra. W 1827 we wsi było 144 mieszkańców, a pod koniec XIX stulecia 186. Istniała tu szkoła początkowa, a także kaplica.
Osadnicy holenderscy-mennonici mieszkali tu do końca II wojny światowej. Przy skrzyżowaniu szosy Jabłonna - Nowy Dwór Mazowiecki i ulicy Nadwiślańskiej znajdują się pozostałości cmentarza mennonickiego.
W czasie II wojny światowej w Skierdach znajdowała się granica między Generalnym Gubernatorstwem a III Rzeszą (dalej biegła na wschód przez Trzciany, Krubin, Topolinę, a następnie wzdłuż rzeki Narwi).
W latach 1975–1998 miejscowość administracyjnie należała do województwa warszawskiego.

## Położenie i znaczenie
Wieś Skierdy rozciąga się wzdłuż drogi wojewódzkiej E 630, pomiędzy wsiami Rajszew i Suchocin. Po stronie północnej od szosy powstały nowe osiedla mieszkaniowe „Pod kurantami" oraz „Jabłonie". Starsza część południowa wiedzie wzdłuż drogi gminnej biegnącej równoległej do drogi wojewódzkiej. Dominuje zabudowa jednorodzinna oraz gospodarstwa ogrodnicze. W środku wieś dzieli wał przeciwpowodziowy biegnący do wału równoległego do rzeki Wisły.

## Ważne miejsca
- Kościół stojący przy granicy z Rajszewem Parafia św. Andrzeja Boboli w Rajszewie
- Ośrodek kultury GCKiS Filia w Skierdach
- Leśna Szkółka kontenerowa należąca do Lasów Państwowych. Nadleśnictwo Jabłonna - produkuje rocznie ok. 3,5 mln sadzonek iglastych i liściastych, głównie sosny, świerki i modrzewie, dęby, buki, brzozy, lipy i klony
- Sala bankietowa "Zielony Dworek" przy ul. Modlińskiej
- Pozostałości cmentarza protestanckiego - Cmentarz mennonicki w Skierdach